# Ha-Long-Queen-Seilbahn
| Ha-Long-Queen-Seilbahn | Ha-Long-Queen-Seilbahn                          |
| ---------------------- | ----------------------------------------------- |
| Land:                  | Vietnam                                         |
| Provinz:               | Quảng Ninh                                      |
| Ort:                   | Halong-Bucht                                    |
| Bauart:                | Pendelbahn                                      |
| Schräge Länge (m):     | 2.165                                           |
| Höhendifferenz (m):    | 88,5                                            |
| Talstation:            | Bãi Cháy 20° 57′ 20,9″ N, 107° 3′ 0,4″ O        |
| Stütze 1:              | Höhe: 123,45 m 20° 57′ 23,6″ N, 107° 4′ 4,3″ O  |
| Stütze 2:              | Höhe: 188,88 m 20° 57′ 21,8″ N, 107° 3′ 22,2″ O |
| Bergstation:           | Hạ Long 20° 57′ 24,2″ N, 107° 4′ 15,4″ O        |
| Spannweite (m):        | 1.206                                           |
| Anzahl der Kabinen:    | 2                                               |
| Fahrzeugkapazität:     | 230 Personen                                    |
| Fahrgeschwindigkeit:   | 10 m/s (36 km/h)                                |
| Förderleistung:        | 2.000 Personen pro Stunde                       |
| Eröffnung:             | 25. Juni 2016                                   |
| Website:               | halongcomplex.sunworld.vn/queen-cable-car       |

Die Ha-Long-Queen-Seilbahn (vietnamesisch Cáp Treo Nữ Hoàng Hạ Long, englisch Ha Long Queen Cable Car) überspannt mit einer Schrägen Länge von 2165 m die Enge zwischen der Halong-Bucht und der Cửa-Lục-Bucht im Nordosten Vietnams.
Die Ha-Long-Queen-Seilbahn hält zwei Rekorde, die am 17. Mai 2016 in das Guinness-Buch der Rekorde eingetragen wurden:
- In den zweistöckigen Kabinen finden 230 Personen Platz.[2]
- Die höhere der beiden Seilbahnstützen misst 188,88 Meter und ist damit die höchste ihrer Art.[3] Die Höhe wurde bewusst gewählt, da die Ziffer Acht in Vietnam als Glückszahl gilt.

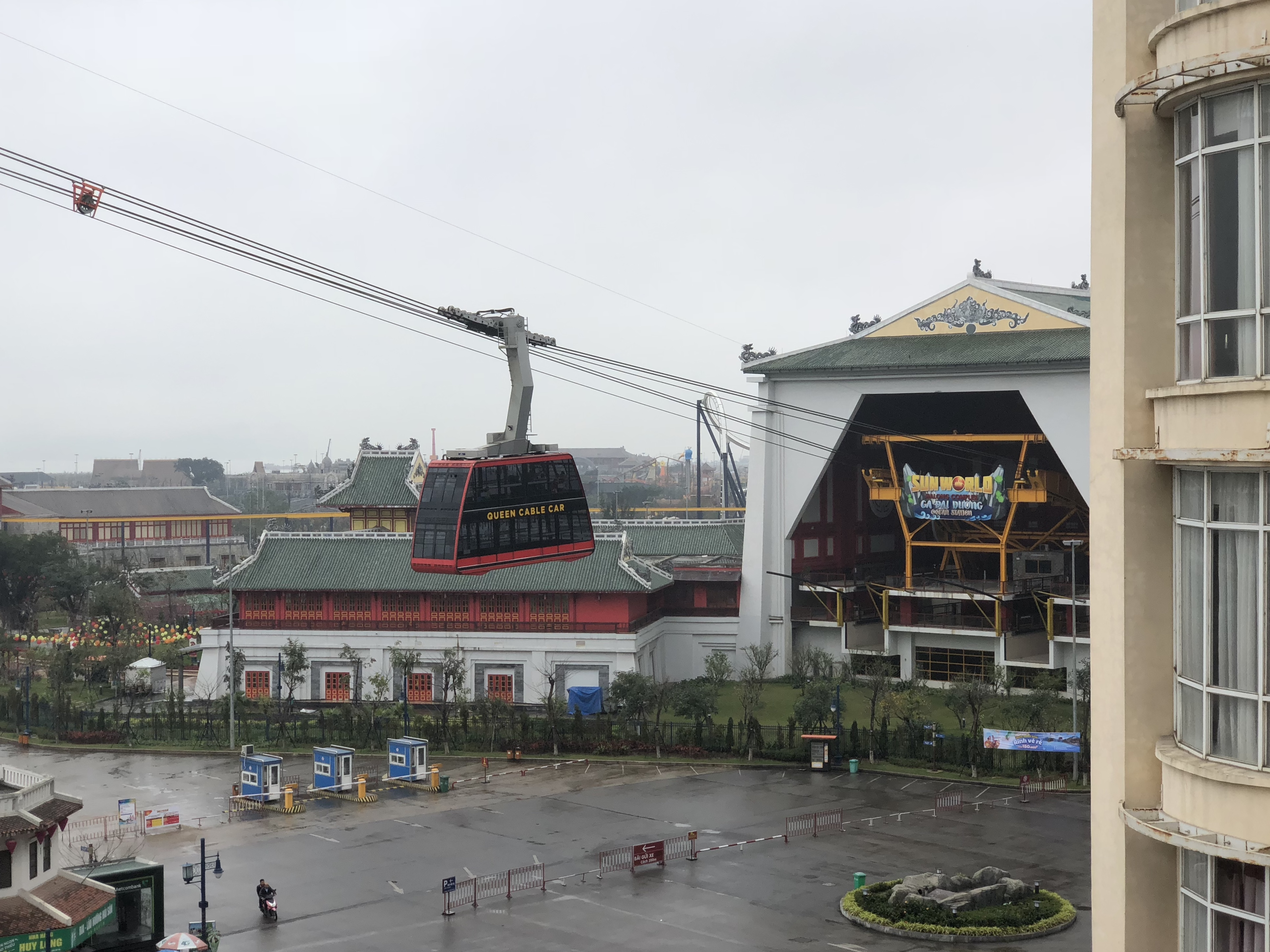
Talstation der Cáp treo Nữ Hoàng 2018

Die Pendelbahn läuft von der Talstation am Fähranleger des Stadtbezirks Bãi Cháy von Hạ Long-Stadt parallel zur Bãi-Cháy-Brücke auf die Bergstation auf dem Hügel von Ba Đèo. Bãi Cháy wurde 1993 mit Hồng Gai zur Stadt Hạ Long vereinigt. Seit einigen Jahren entwickeln sich an seinen Stränden boomende Touristenzentren.
Dort entsteht durch den Bauträger Sun Ha Long LLC aus der Sun Group Corporation die Freizeitanlage Ha Long Ocean Park, deren Eröffnung für 2017 geplant war. Die Ha-Long-Queen-Seilbahn verbindet diese Anlage mit dem Sun World HaLong Park desselben Trägers auf dem Hügel von Ba đèo, der mit einem Riesenrad gekrönt wurde, das einen spektakulären Blick über die Ha-Long-Bucht ermöglicht.
Nach einer Bauzeit von 19 Monaten einschließlich der Baubewilligungsverfahren wurde die Seilbahn am 25. Juni 2016 eröffnet. Stündlich können bis zu 2.000 Personen zu Preisen von 200.000 bis 300.000 Đồng (8 bis 12 €) pro Fahrt 88,5 Höhenmeter und eine Distanz von 2.165 Metern überwinden. Die Baubezeichnung der Seilbahn vom Bautyp Pendelbahn (Aerial Tramway, ATW) ist 230-ATW Ha Long Queen Cable Car. Die Bauausführung lag bei der Doppelmayr/Garaventa-Gruppe aus Österreich und der Schweiz. Die Kabinen wurden von der zum Konzern gehörenden CWA Constructions SA hergestellt. Die Seilbahnstützen wurden aus Beton in Gleitschalungsbauweise errichtet.